# Orobanche esulae
Orobanche esulae är en snyltrotsväxtart som beskrevs av Pancic. Orobanche esulae ingår i släktet snyltrötter, och familjen snyltrotsväxter. Inga underarter finns listade i Catalogue of Life.